# Репарации по итогам российско-украинской войны
Ещё до российского вторжения в 2022 году украинские власти называли репарации по итогам российско-украинской войны обязательным условием нормализации отношений между странами. После начала полномасштабной войны, сопровождающейся многочисленными жертвами среди украинского мирного населения, разрушением городов, инфраструктуры и промышленности, вопрос принуждения России к возмещению ущерба был вынесен на уровень Европейского союза, G7 и Генеральной Ассамблеи ООН.

## История
О намерении получить репарации от России украинские власти говорили со второй половины 2010-х, после аннексии Крыма и оккупации части Донецкой и Луганской областей. Оценки ущерба от российской агрессии разнились на порядок. Офис президента Украины говорил о необходимых для восстановления Донецкой и Луганской областей 10 млрд евро. Бывший и. о. президента (в феврале—июне 2014 года) Александр Турчинов говорил о 100 млрд долларов ущерба от российской оккупации Крыма. В 2019 году украинский экономист Андрей Новак оценивал необходимые репарации для восстановления страны в сотни миллиардов долларов, не учитывая вред экологии и компенсации пострадавшим. Правительственные и независимые эксперты сходились в том, что полноценный аудит станет возможен только после освобождения оккупированных территорий.
Уже 3 марта 2022 года, спустя неделю после начала полномасштабного российского вторжения, президент Украины Владимир Зеленский заявил, что украинские власти намерены добиться репараций в полном объёме. 14 ноября 2022 года Генеральная Ассамблея ООН на специальной сессии приняла резолюцию ES-11/5, в которой подчеркнула, что Россия должна быть привлечена к ответственности за военную агрессию и возместить Украине весь понесённый ущерб. Соавторами резолюции выступили почти 50 стран, за документ проголосовали 94 государства, против — 14, ещё 73 воздержались от голосования.

## Правовые основы
В современной практике обязанность платить репарации — правовое последствие нарушения международного права. Репарации касаются не только отношений между государствами, но и конкретных граждан, пострадавших от преступлений государства или действий его вооружённых сил. Статья 31 «Статей об ответственности государств за международно-противоправные деяния» обязывает государство полностью возместить моральный и материальный ущерб.
Обязательство выплачивать репарации может возникнуть не только на основании мирного договора, но и по решению международных структур, таких как Совет Безопасности или Международный суд ООН. Страны-агрессоры выплачивают репарации не только деньгами, но и имуществом (например, оборудованием) или интеллектуальной собственностью (например, патентами). Репарации имеют большое символическое значение: они отражают признание вины агрессора в совершённых преступлениях и становятся предметом переговоров и торга. Это закладывает основу для новых отношений после конфликта и способствует примирению.

## Оценка ущерба
Взвешенные оценки нанесённого Украине ущерба, которые послужат основой для расчёта репараций, могут быть получены только после окончания войны. В резолюции ES-11/5 от 14 ноября 2022 года Генассамблея ООН предложила создать международно признанный реестр для фиксации ущерба, нанесённого физическим лицам, частным организациям и государственным учреждениям. Документирование ущерба может вестись до окончания войны и независимо от разработки конкретных механизмов взыскания репараций.
Так ещё в марте 2022 года KSE Institute, think tank при Киевской школе экономики совместно с офисом Президента и Минэкономики Украины запустили сайт «Россия заплатит» для сбора свидетельств разрушений, причинённых Россией.
Экономист Владислав Иноземцев отмечал, что рассчитывать репарации следует не из стоимости уничтоженных активов, а исходя из будущих расходов на восстановление или создание новых. Эту задачу он предлагал доверить консорциуму компаний, которые будут заниматься восстановлением Украины под эгидой международных организаций. Его собственная оценка за февраль—август 2022 года — до 500 млрд евро. Президент Украины Владимир Зеленский также в сентябре 2022 года говорил о расчёте затрат на восстановление страны исходя из модернизации украинской инфраструктуры в соответствии со стандартами ЕС и называл сумму более чем в 1 трлн долларов.
Отдельные оценки, озвученные официальными лицами Украины или представителями международных организаций, включали 326 млрд долларов прямого физического ущерба (Всемирный банк, сентябрь 2022 года), расходы на реконструкцию (без учёта прочего ущерба) в 349 млрд долларов (Международный валютный фонд, октябрь 2022 года). При этом ВВП Украины в 2021 году оценивался в 200 млрд долларов, России — в 1,78 трлн долларов. Минприроды Украины в августе 2022 года оценивало экологический ущерб от российской агрессии в 200 млрд долларов. МИД Украины отмечал, что планирует требовать компенсаций для 40 тысяч жертв военных преступлений, совершённых Россией на Украине. Верховный комиссар ООН по делам беженцев указывал, что вторжение привело к вынужденному перемещению около 14 млн украинцев, что также может быть учтено при расчёте репараций.
17 мая 2023 года, на саммите Совета Европы в Рейкьявике, был создан «Международный реестр ущерба для Украины». 2 апреля 2024 года в Гааге начал работу международный «Реестр ущерба, вызванного агрессией Российской Федерации в отношении Украины» (RD4U) и начался приём заявлений о компенсации от граждан Украины и организаций.

## Правовые механизмы
Предметом широкой международной дискуссии стали юридические механизмы, которые принудили бы Россию к выплате репараций.

### Соглашение
Обязательства по выплате репараций могут быть зафиксированы в мирном соглашении, но российские власти, вероятно, не захотят брать на себя обязательства по коллосальным платежам в пользу Украины. Британская правозащитная организация Ceasefire (англ. прекращение огня) предложила принудить Россию к выплате репараций через ужесточение санкций, условием смягчения которых станет возмещение ущерба Украине. Экономист Сергей Гуриев и другие авторы программы по послевоенному восстановление Украины отмечали, что источником средств может стать международный налог на нефтяные доходы России (подобное ООН реализовала в Ираке в рамках программы «Нефть в обмен на продовольствие»).
Перспективы выплаты репараций политологи связывают со сменой власти в России, полагая, что новое руководство будет заинтересовано в снятии санкций и разморозке активов. Однако возможен гипотетический сценарий распада России, при котором новые государства не захотят нести ответственность за действия предыдущего режима.

### Принуждение
Международное сообщество может принудить Россию к выплате репараций по решению аналога Компенсационной комиссии ООН, которая курировала выплаты Кувейту после иракского вторжения и оккупации и последующей войны в Персидском заливе. Однако как постоянный член Совбеза ООН Россия может блокировать решение о создании подобного органа.
Основанием для взыскания репараций может быть решение международного суда, но у существующих структур есть проблема юрисдикций. Международный суд ООН вправе рассматривать дела только с согласия обеих сторон. В МС находится иск к России по обвинениям в нарушении Конвенции о геноциде, однако возможные компенсации по нему будут носить ограниченный характер. Полномочия Международного уголовного суда ограничены преследованиям отдельных лиц по обвинениям в геноциде, преступлениях против человечества, военных преступлениях. Для рассмотрения претензий, связанных с преступлением агрессии, ему требуется резолюция СБ ООН, в котором Россия имеет право вето. Вопрос репараций за преступления в период членства России в Совете Европы теоретически может быть рассмотрен ЕСПЧ, однако Россия, вероятно, не признает его решение.

### Конфискация
Источником средств для выплаты репараций Украине могут стать замороженные активы российского Центрального банка (около 300 млрд долларов) и попавших под санкции представителей российских элит. Так, только усилиями целевой группы «Российские элиты, доверенные лица и олигархи» (англ. Russian Elites, Proxies, and Oligarchs, REPO) на начало 2023 года были выявлены и заморожены активы стоимостью около 30 млрд долларов. Страны G7 изучают возможность использования этих активов для поддержки Украины.
Изменения национального законодательства могут разрешить конфискацию этих активов. Подобная механика изложена в резолюции Генеральной ассамблеи ООН о репарациях 2005 года, которая была принята именно на случай, если страна-агрессор откажется возмещать ущерб или будет его отрицать. Первой подобный закон летом 2022 года приняла Канада. Теоретически, даже иммунитет суверенных активов России может быть преодолён при условии уголовного преследования России как государства-агрессора.
15 февраля 2023 года Евросоюз одобрил создание специальной рабочей группы по использованию замороженных и арестованных российских активов для поддержки восстановления Украины в соответствии с законодательством ЕС и международным правом. 21 мая 2024 года страны ЕС законодательно оформили механизм передачи Украине процентных доходов от замороженных российских активов. Центральные депозитарии, в том числе крупнейший — бельгийский Euroclear, должны перечислять не менее 89,7 % годовой чистой прибыли от управления этими активами на нужды Украины (траншами два раза в год). Правило будет применяться только к прибыли, накопленной после 15 февраля 2024. Эта сумма в 2024 году может составить до 3 млрд евро. Депозитарии будут передавать средства по двум направлениям — в Европейский фонд мира, через который финансируется военная помощь Украине, и на другие программы ЕС в интересах Украины через европейский бюджет.